# Лукино (Палехський район)
Лукино (рос. Лукино) — присілок в Палехському районі Івановської області Російської Федерації.
Населення становить 2 особи. Входить до складу муніципального утворення Раменське сільське поселення.

## Історія
Від 2005 року входить до складу муніципального утворення Раменське сільське поселення.

## Населення
| 1859 | 1905 | 2010 |
| ---- | ---- | ---- |
| 249  | ↘59  | ↘2   |